# Аскалон
Аскалон (филистејски: 𐤀𐤔𐤒𐤋𐤍, романизовано:ʾAšqalōn; арап. عَسْقَلَان) је био древни лучки град на Блиском истоку на медитеранској обали јужног Леванта који је играо велику улогу током неколико историјских периода.
Место Аскалон је први пут трајно насељено у средњем бронзаном добу, а током периода од неколико хиљада година било је место неколико насеља под називом Ашкелон, Аскалон или нека њихова варијација. Током гвозденог доба, Аскалон је служио као најстарија и највећа морска лука у Ханану, и као један од пет градова филистејског пентаполиса, који се налази северно од Газе и јужно од Јафе. Град је остао главна метропола током антике и раног средњег века, пре него што је постао веома оспорено утврђено упориште на обали током крсташких ратова, када је постао место две значајне битке крсташа: битке код Аскалона 1099. и опсаде Аскалона 1153. године.
Античка и средњовековна историја Аскалона приведена је крају 1270. године, када је мамелучки султан Бајбарс наредио да се сруше градска утврђења и лука, иако су неки споменици, као што је Светиште Хусеинове главе, ипак преживели. У истом периоду основан је и град Ал-Мајдал - Ашкелон.
Османски порески записи потврђују постојање села Ал-Јура поред зидина цитаделе од најмање 1596. То заостало насеље опстало је до Палестинског рата 1948.
Модерни израелски град Ашкелон је добио име по том месту, а основан је на месту Ал-Мајдала, каснијег града успостављеног на североистоку током мамелучког периода.

## Имена
Аскалон је био познат по многим варијацијама истог основног имена током миленијума. Насеље се први пут помиње у египатским текстовима о проклињању из 18-19. века пре нове ере као Asqalānu. У писмима из Амарне (око 1350. п. н. е.) постоји седам писама упућених и од краља Јидије од Ašqaluna и египатског фараона. Мернептахова стела из 19. династије прича о фараону који је угушио побуну у Asqaluna. Насеље се затим помиње једанаест пута у хебрејској Библији као Ašqəlôn.
У хеленистичком периоду, Askálōn се појавио као старогрчки назив за град, који је опстао током римског и каснијег византијског периода. У исламском периоду, арапски облик је постао Asqalān, док је у савременом хебрејском постао Ashkelon. Данас је Аскалон означено археолошко подручје познато као Тел Ашкелон („Брдо Аскалона“).

## Историја

### Неолитски период
Око 1,5 км северно од рушевина Аскалона налази се неолитско налазиште које датира насеље у тој области до око 7900 ПС у предгнчарској фази неолита. Место није имало изграђене структуре и веровало се да су га пасторални номади сезонски користили за прераду и чување хране.

### Хананско насеље
Прво изграђено насеље уклесано је у пешчару дуж обале у средњем бронзаном добу (2000–1550. п. н. е.). Релативно велико и напредно насеље за то време, његове зидине су покривале 60 ха и чак 15.000 људи је можда живело унутар ових утврђења.
Његови командни бедеми дужине 2,5 км, високи 15 м и дебљине 45 м, чак и као рушевина стоје као два спрата. Дебљина зидова била је толика да је градска капија од блатне цигле имала каменом обложен, бачвасти свод ширине 2,4 м налик тунелу, обложен белим малтером, да подржи надградњу: то је најстарији такав свод икада пронађен.
У раном средњем бронзаном добу IIA, Египћани су углавном слали своје бродове даље на север у Либан (Библос). У касном бронзаном добу IIA, фазе насеља 14-10 се могу упоредити са Тел ед-Даб'а слојевима H-D/1.

### Египатски период
Почевши од времена Тутмоса III (1479-1425. п. н. е.) град је био под египатском контролом, којом је управљао локални гувернер. У писмима из Амарне (Око 1350. п. н. е.) постоји седам писама упућених и од краља Јидије од Ашкалуне и од египатског фараона.
Током владавине Рамзеса II Јужни Левант је био граница епског рата против Хетита у Сирији. Поред тога, Народи са мора су нападали и дошло је до побуна. Ови догађаји се поклапају са падом климатских услова који почињу око 1250. године пре нове ере, што је на крају изазвало колапс касног бронзаног доба. Након смрти Рамзеса II, превирања и побуне су се повећале у Јужном Леванту. Краљ Мернептах се суочио са низом устанака, о чему се говори на Мернептаховој стели. Фараон бележи гушење побуне код „Аскалунија“.

### Филистејско насеље
Филистејци су освојили ханански град око 1150. године пре нове ере. Њихова најранија керамика, типови структура и натписи слични су раном грчком урбанизованом центру у Микени у континенталној Грчкој, додајући тежину хипотези да су Филистејци били једна од популација међу „народима мора“ која је узнемиравала културе широм источног Медитерана у то време.
У овом периоду, хебрејска Библија представља Ašqəlôn као један од пет филистејских градова који непрестано ратују са Израелцима.

### Персијски, хеленистички и римски период
Све до освајања Александра Великог, становници града су били под утицајем доминантне персијске културе. Управо у овом археолошком слоју ископавања су пронашла гробове паса. Верује се да су пси можда имали свету улогу; међутим, докази нису коначни.
Током персијског периода, град је вероватно био у поседу Тира. Periplus of Pseudo-Scylax га назива „Ашкелон, град Тира“. У то време, становници града су водили екстензивни трговачки живот са својим суседом, старим Египтом, о чему сведоче исте статуе које су личиле на египатске богове које су пронађене у ископавањима. О присуству Феничана у граду сведоче и археолошки налази.
Након освајања Александра у 4. веку пре нове ере, Ашкелон је био важан слободни град и хеленистичка лука.
Имао је углавном пријатељске односе са Хасмонејским краљевством и Иродовским краљевством Јудеје, у 2. и 1. веку пре нове ере. У значајном случају раног лова на вештице, за време владавине Хасмонејске краљице Саломе Александре, суд Симеона бен Шетаха осудио је на смрт осамдесет жена у Ашкелону које су биле оптужене за чаробњаштво. Ирод Велики, који је постао клијент-краљ Римског царства, који је владао Јудејом и њеном околином 30. п. н. е., није добио Ашкелон, али је тамо саградио монументалне грађевине: купатила, сложене фонтане и велике колонаде. Дискредитована традиција сугерише да је Ашкелон био његово родно место.
Утврђења из римског и исламског доба, обложена каменом, пратила су исти траг као и раније хананско насеље, формирајући огроман полукруг који штити насеље на копненој страни. На мору га је бранила висока природна стрмина. Коловоз дужи од 6 м у ширину се пео на бедем од луке и улазио у капију на врху.
Град је остао лојалан Риму током Велике побуне, 66–70. н.е.

### Византијски период
Град Аскалон се појављује на фрагменту мапе Мадабе из 6. века.
Више не резиденцијална бискупија, Аскалон је данас наведен од стране Католичке цркве као титуларна столица.

### Рани исламски период
Током муслиманског освајања Палестине започетог око 633–634, Аскалон (који су Арапи звали Аскалан) постао је један од последњих византијских градова у региону који су пали. Можда га је привремено заузео Амр ибн ел-Ас, али се дефинитивно предао Муавији ибн Аби Суфјану (који је касније основао Омајадски калифат) недуго након што је заузео византијску престоницу Цезареју у око 640. Византинци су поново заузели Аскалан током Другог муслиманског грађанског рата (680–692), али је омејадски калиф Абд ел-Малик поново је заузео и утврдио. Син калифа Сулејмана, чија је породица живела у Палестини, сахрањен је у граду. Натпис пронађен у граду указује да је абасидски калиф ал-Махди наредио изградњу џамије са минаретом у Аскалану 772. године.
Аскалан је напредовао под Фатимидским калифатом и садржавао је ковницу новца и секундарну поморску базу. Заједно са неколико других обалних градова у Палестини, остао је у рукама Фатимида када су већи део исламске Сирије освојили Селџуци. Међутим, током овог периода, Фатимидска власт над Аскаланом повремено се сводила на номиналну власт над градским гувернером.

#### Храм Хусеинове главе
Године 1091, неколико година након похода великог везира Бадра ал-Џамалија да поново успостави контролу Фатимида над регионом, глава Хусеина ибн Алија (унука исламског пророка Мухамеда) је „поновно откривена“, што је навело Бадра да нареди изградња нове џамије и машхада (светишта или маузолеја) за чување реликвије, познате као Светиште Хусеинове главе. Према другом извору, светилиште је 1098. године саградио фатимидски везир ал-Афдал Шаханшах.
Маузолеј је описан као највеличанственија зграда у Аскалану. У периоду британског мандата то је био „велики maqam на врху брда” без гробнице, већ фрагмент стуба који показује место где је глава била закопана. У јулу 1950. светилиште је уништено по упутствима Моше Дајана у складу са израелском политиком из 1950-их година брисања муслиманских историјских локалитета унутар Израела, и у складу са настојањима да се преостали палестински Арапи протерају из региона. Пре уништења, светилиште је било најсветије шиитско место у Палестини. Године 2000. мермерни подијум је на том месту саградио Мохамед Бурханудин, индијски исламски вођа Давуди Бохраса.

### Крсташи, Ајубиди и Мамелуци
Током крсташких ратова, Аскалан (познат међу крсташима као Аскалон) је био важан град због своје локације у близини обале и између крсташких држава и Египта. Године 1099, убрзо након опсаде Јерусалима, Фатимидска војска која је била послата да ослободи Јерусалим поражена је од стране крсташких снага у бици код Аскалона. Сам град нису заузели крсташи због унутрашњих спорова међу њиховим вођама. Сматра се да је ова битка означила крај Првог крсташког рата. Као резултат војних појачања из Египта и великог прилива избеглица из области које су освојили крсташи, Аскалан је постао главна фатимидска гранична станица. Фатимиди су га искористили за нападе на Јерусалимско краљевство. Трговина је на крају обновљена између Аскалана и Јерусалима који су контролисали крсташи, иако су се становници Аскалана редовно борили са несташицом хране и залиха, што је захтевало снабдевање робом и трупама за помоћ граду из Египта у неколико наврата сваке године. Према Виљему од Тира, целокупно цивилно становништво града било је укључено у регистре Фатимидске војске. Заузимање лучког града Тира од стране крсташа 1134. и њихова изградња прстена тврђава око града како би неутралисали претњу Јерусалиму стратешки су ослабили Аскалан. Фатимиди су 1150. године утврдили град са педесет три куле, јер је то била њихова најважнија погранична тврђава.
Три године касније, након седмомесечне опсаде, град је заузела крсташка војска коју је предводио краљ Балдуин III од Јерусалима. Ибн ал-Каланиси је забележио да су након предаје града сви муслимани који су имали средства за то емигрирали из града. Фатимиди су обезбедили Хусеинову главу из његовог маузолеја ван града и пренели је у своју престоницу Каиро. Аскалон је затим додат округу Јафа да би се формирао округ Јафа и Аскалон, који је постао један од четири главна властелинства Краљевине Јерусалим.
Након што су крсташи освојили Јерусалим, шест старешина караитске јеврејске заједнице у Аскалону допринели су откупу заробљених Јевреја и светих моштију од нових владара Јерусалима. Писмо караитских старешина из Аскалона, које је послато јеврејским старешинама Александрије, описује њихово учешће у покушају откупа и искушењима које су претрпели многи ослобођени заробљеници. Неколико стотина Јевреја, караита и рабина, живело је у Аскалону у другој половини 12. века, али су се преселили у Јерусалим када је град уништен 1191. године.
Године 1187, Саладин је заузео Аскалон као део свог освајања крсташких држава након битке код Хатина. Године 1191, током Трећег крсташког рата, Саладин је срушио град због његовог потенцијалног стратешког значаја за хришћане, али је вођа крсташког рата, енглески краљ Ричард I, подигао цитаделу на рушевинама. Аскалон је касније остао део смањених територија Крсташких држава током већег дела 13. века, а Ричард, гроф од Корнвола, реконструисао је и поново утврдио цитаделу током 1240–1241, као део крсташке политике побољшања одбране обалних места. Египћани су поново заузели Аскалон 1247. године током сукоба Ас-Салиха Ејуба са државама крсташа и град је враћен под муслиманску власт.
Древна и средњовековна историја Аскалона приведена је крају 1270. године, када је тадашњи мамелучки султан Бајбарс наредио да се цитадела и лука на том месту униште као део шире одлуке да се униште приобални градови Леванта како би се спречиле будуће крсташке инвазије. Неки споменици, као што су светилиште Ситна Кхадра и Светилиште Хусеинове главе, су преживели. Према Марому и Такселу, овај догађај је неповратно променио обрасце насељавања у региону. Као замену за Аскалан, Бајбарс је основао Мајдал 'Аскалан, 3. км у унутрашњости, и обдарио га величанственом џамијом, пијацом и верским светињама.

## Археологија
Почевши од 18. века, ово место су посећивали бројни авантуристи и туристи. Такође је често коришћен за грађевински материјал. Прво познато ископавање догодило се 1815. Лејди Хестер Станхоуп је ту копала две недеље користећи 150 радника. Права евиденција није вођена. У 1800-им годинама неки класични комади из Аскалона (иако се дуго сматрало да су из Солуна) послати су у Османски музеј. Од 1920. до 1922. Џон Гарстанг и В.Џ. Питиан-Адамс су вршили ископавања у име Палестинског истраживачког фонда. Они су се фокусирали на две области, једну римску и другу филистејску/хананску. Током наредних година Израелска управа за антиквитете спровела је бројна ископавања.
Француски археолог Жан Перо 1954. открио је неолитско налазиште 1,5 км на северу датовано методом радиоактивног угљеника који га датира у око 7900 пре садашњости (некалибрисано), до слабо познате пре-керамичке неолитске Ц фазе неолита. У периоду 1997–1998, на локалитету је спроведен велики пројекат спасавања који је спровео Јосеф Гарфинкел који је открио више од стотину камина и огњишта и бројне јаме, са различитим фазама окупације, једна на другој, са стерилним слојевима морског песка између њих, што указује да је локација била заузета сезонски. Ископавањима је такође пронађено око 100.000 животињских костију које припадају припитомљеним и неприпитомљеним животињама и око 20.000 кремених артефаката. Закључено је да су локалитет користили пасторални номади за прераду меса, а да их је оближње море снабдевало сољу за сушење меса.
Модерна ископавања почела су 1985. године експедицијом Леон Леви. Од тада до 2006. било је седамнаест сезона рада, које је водио Лоренс Стагер са Универзитета Харвард. Године 2007. почела је следећа фаза ископавања под Данијелом Мастером. Наставило се до 2016.
Године 1991. у рушевинама малог керамичког табернакла пронађена је фино ливена бронзана статуета телета бика, првобитно посребрена, дугачка 10 cm. Слике телади и бикова биле су повезане са обожавањем хананских богова Ел и Вал.
У сезони 1997. пронађен је фрагмент табеле клинастог писма, који представља лексичку листу која садржи колоне сумерског и хананског језика. Пронађен је у контексту II касног бронзаног доба, око 13. века пре нове ере.
2012. ван града откривено је филистејско гробље IIA гвозденог доба. Године 2013. откопано је 200 гробова од процењених 1.200 колико их је било на гробљу. Седам је било камених гробница.
Пронађени су један остракон и 18 дршки за тегле исписане кипро-минојским писмом. Остракон је био од локалног материјала и датовао је од 12. до 11. века пре нове ере. Пет дршки за тегле произведено је у приморском Либану, две на Кипру, а једна локално. Петнаест дршки је пронађено у контексту гвозденог I, а остатак у контексту касног бронзаног доба.

## Значајни људи
- Антиох из Аскалона (125–68. п. н. е.), платонистички филозоф
- Ибн Хаџар ал-Аскалани (1372–1449), исламски хадиски научник